# 김경석 (격투기 선수)
김경석(1982년 12월 27일 ~ )은 대한민국의 킥복싱 선수다. 씨름 선수로 생활하다가 킥복싱 선수로 전향했다.

## 출생

### 이름
김경석(영어: Kyung Seok Kim),(일본어: キム ギョンソク), 주 베이스는 씨름이다.

### 정보
키는 200cm에 체중은 185kg으로 거구이다. 그가 소속팀은 팀 라젠카이다. 2006년 서울에서 열린 아시아GP에 처음 등장하면서 김민수 (격투기 선수)와의 대결에서 패했다. 그 후 잇달아 지면서 5연패의 늪에 빠져있다.

### 입식 격투 전적
- 5전 0승 5패(0 KO)

| 경기일자        | 상대            | 결과 | 내용           | 대회                         |
| --------------- | --------------- | ---- | -------------- | ---------------------------- |
| 2008년 4월 13일 | 타카하기 츠토무 | 패   | 2R 18초 KO     | K-1 월드 GP 2008 in yokohama |
| 2007년 9월 29일 | 후지모토 쿄타로 | 패   | 2R 2분 14초 KO | K-1 월드 GP 2007 final 16    |
| 2007년 4월 28일 | 시알라모 실리가 | 패   | 1R 1분 37초 KO | K-1 월드 GP 2007 in hawaii   |
| 2006년 12월 2일 | 호리 히라쿠     | 패   | 3R 판정        | K-1 월드 GP 2006 final       |
| 2006년 6월 3일  | 김민수          | 패   | 3R 판정        | K-1 월드 GP 2006 in seoul    |

## 타이틀
- 천하장사